# Дюканов Мирон Дмитрович
Мирон Дмитрович Дюканов (нар. 23 серпня 1899, село Друге Рождественське Курської губернії, тепер Медвенського району Курської області, Росія — 21 листопада 1941, біля села Ремешки Калінінської області, тепер Тверської області, Росія) — український радянський партійний та господарський діяч, шахтар-стахановець. Кандидат у члени ЦК КП(б)У 3 червня — 30 серпня 1937 р. Член ЦК КП(б)У з 30 серпня 1937 по 13 травня 1940 р. Депутат Верховної Ради СРСР 1-го скликання.

## Біографія
Народився в бідній селянській родині. З молодих років наймитував у економії Харитоненка та маєтку Балаховського в Курській губернії.
У 1918 році вступив у ряди Червоної армії, воював під Царицином, деякий час перебував у денікінському полоні. Потім продовжив службу в Червоній армії, демобілізувався в 1922 році.
У 1924 році перебрався із родиною на Донбас, працював шість років забійником на шахті «Центральна-Ірміне».
Член ВКП(б) з 1929 року. Був парторгом дільниці шахти. Закінчив школу ліквідації безграмотності, у 1930—1932 роках навчався в Чистяковській школі партійного активу. З 1932 року працював парторгом ЦК ВКП(б) на шахті 4/2 біс, партпрацівником на шахті «Золота» Лисичанського рудоуправління. З 1934 року — вибійник і парторг дільниці «Никанор-Схід» на шахті «Центральна-Ірміне» Кадіївського району Донецької області.
Один з ініціаторів руху за високопродуктивне видобування вугілля на шахтах Донбасу в роки другої сталінської п'ятирічки. Працюючи вибійником на шахті «Центральна-Ірміне» Донецької області, у вересні 1935 року повторив і перевершив світовий рекорд Олексія Стаханова по видобутку вугілля.
З 1936 року — парторг ЦК ВКП(б) шахти імені Сталіна місто Серго (колишня Кадіївка).
У серпні 1937 — вересні 1938 року — 1-й секретар Серговського міського комітету КП(б) України Донецької області.
У 1938—1939 роках — начальник комбінату «Ворошиловградвугілля» Ворошиловградської області. Навчався в Промисловій академії імені Сталіна у Москві.
У червні 1941 року добровільно пішов на фронт, був комісаром стрілецького полку. Загинув у боях з німецькими військами на Калінінському фронті.

## Звання
- полковий комісар (1941)

## Нагороди
- орден Леніна (8.12.1935)
- орден Трудового Червоного Прапора (17.02.1939)